# 圣保罗德韦兹兰
圣保罗德韦兹兰（法語：Saint-Paul-de-Vézelin，法語發音：[sɛ̃ pɔl də vezlɛ̃]）是法国卢瓦尔省的一个旧市镇，属于罗阿讷区。

## 地理
圣保罗德韦兹兰（45°53'5"N, 4°5'7"E）面积13.52 平方千米，位于法国奥弗涅-罗讷-阿尔卑斯大区卢瓦尔省，该省份为法国中南部省份，北起顺时针与索恩-卢瓦尔省、罗讷省、伊泽尔省、阿尔代什省、上盧瓦爾省、多姆山省和阿列省接壤。
与圣保罗德韦兹兰接壤的市镇（或旧市镇、城区）包括：科尔代勒、阿米永、当塞、皮奈、圣乔治德巴鲁瓦耶、圣若达尔、圣普列斯特拉罗什。

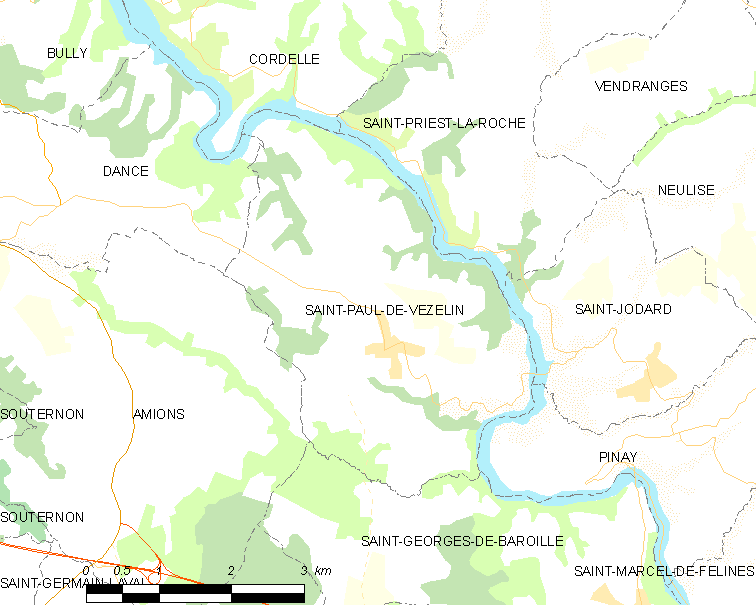
圣保罗德韦兹兰的OSM定位图

圣保罗德韦兹兰的时区为UTC+01:00、UTC+02:00（夏令时）。

## 行政
圣保罗德韦兹兰的邮政编码为42590，INSEE市镇编码为42268。

## 政治
圣保罗德韦兹兰所属的省级选区为利尼翁河畔博安县。

## 人口

1962-2008年间圣保罗德韦兹兰人口变化图示

圣保罗德韦兹兰于2018年1月1日时的人口数量为319人。